# Davenport, Washington
Davenport är administrativ huvudort i Lincoln County i delstaten Washington. Vid 2010 års folkräkning hade Davenport 1 734 invånare.